# Гритчин, Николай Фёдорович
Николай Фёдорович Гритчин (24 ноября (7 декабря) 1905 года, г. Санкт-Петербург, Российская империя, — 18 мая 1966 года, г. Москва, РСФСР, СССР) — советский политработник Войск ПВО страны, генерал-лейтенант (1944), председатель ЦК ДОСААФ СССР (1953-55).

## Биография
Родился в 1905 году. В 1926-29 годах проходил срочную службу в РККА. С 1929 года член ВКП(б). С 1929 года на комсомольской работе в Москве, 1‑й секретарь районной организации, затем секретарь Фрунзенского райкома ВКП(б) (Москва). В 1939 по партийной мобилизации направлен в РККА. Окончил Высшие курсы усовершенствования политсостава (1939), Высшую военную академию им. К. Е. Ворошилова (1952). С 1939 года начальник политотдела 1‑го корпуса ПВО (Москва). В Великую Отечественную войну с 5 апреля 1942 года член Военного совета Московского фронта ПВО (с июля 1943 — Особая Московская армия ПВО), с 24 декабря 1944 года — Юго‑Западного фронта ПВО. После войны член Военного совета Юго‑Западного округа ПВО, заместитель командующего войсками ПВО СССР по политической части. С 29 декабря 1953 года по май 1955 года — председатель ЦК ДОСААФ СССР. С декабря 1957 года по сентябрь 1959 года — член Военного совета Московского округа ПВО. С 1960 года — в аппарате Главного политического управления Советской армии и Флота. Депутат Верховного Совета РСФСР 4-го и 5-го созывов (1955—1963).
Похоронен на Новодевичьем кладбище (уч. 6, ряд. 25, № 4).

## Награды
- орден Ленина
- 2 ордена Красного Знамени (05.03.1942, 22.08.1944)
- орден Красной Звезды
- Медали ( в т. ч. «За оборону Москвы»)